# Polistes vergnei
Polistes vergnei är en getingart som beskrevs av Piton 1940. Polistes vergnei ingår i släktet pappersgetingar, och familjen getingar. Inga underarter finns listade i Catalogue of Life.